# Ulunma Jerome
Ulunma Jerome (* 11. April 1988 in Mbieri, Nigeria) ist eine nigerianische Fußballspielerin.

## Karriere
Jerome wechselte im Februar 2011 von Rivers Angels aus ihrer Heimat Nigeria nach Schweden zu Piteå IF. Ihr Debüt gab sie in der Damallsvenskan am 13. April 2011 gegen Linköpings FC, in dem Jerome 90 Minuten durchspielte. Im Dezember 2011 kehrte sie zu ihrem ersten Profi-Verein, den Rivers Angels, zurück.

### International
Sie nahm für Nigeria an drei U-20-Weltmeisterschaften, dem olympischen Fußballturnier im Rahmen der Olympischen Sommerspiele 2008 in Peking und an der Senioren-WM 2007 in China teil. Jerome steht im 20-Spieler-Kader für die Fußball-Weltmeisterschaft der Frauen 2011 in Deutschland.